# Debaryomyces udenii
Debaryomyces udenii är en svampart som beskrevs av Van der Walt, M.T. Sm. & Y. Yamada 1989. Debaryomyces udenii ingår i släktet Debaryomyces, ordningen Saccharomycetales, klassen Saccharomycetes, divisionen sporsäcksvampar och riket svampar.   Inga underarter finns listade i Catalogue of Life.